# Kahe (langue)
Pour les articles homonymes, voir Kahe.
Le kahe est une langue bantoue parlée par les Kahe en Tanzanie.